# Kamata (Ōta)

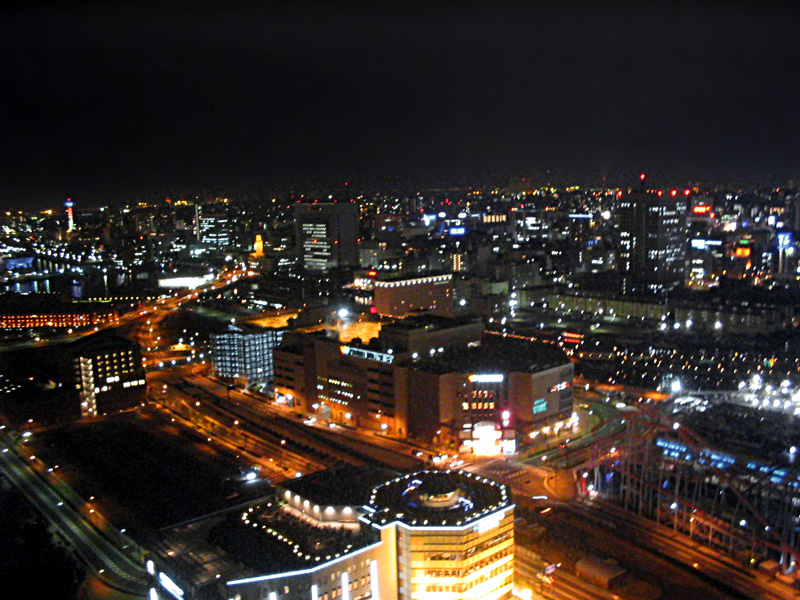
Kamata bei Nacht

Kamata (jap. 蒲田) ist ein Stadtteil im Stadtbezirk Ōta der japanischen Hauptstadt Tokio, aber auch ein Sammelbegriff für das Gebiet um den Bahnhof Kamata.

## Geographie
Im administrativen Sinne bezeichnet Kamata den Stadtteil, der westlich von der Keihin-Tōhoku-Strecke des Bahnhofs Kamata und östlich von der Daiichi-Keihin-Schnellstraße (Nationalstraße 15) bzw. der parallel dazu verlaufenden Keikyū-Hauptstrecke mit dem Keikyū-Bahnhof Kamata begrenzt wird. Im Süden wird er von der Schnellstraße Kampachi-dōri (環八通り; Präfekturstraße 311) begrenzt, während im Norden beim Tōhō-Universitätskrankenhaus die Grenze zum Stadtteil Ōmori-Nishi liegt.
Westlich der Keihin-Tōhoku-Strecke liegt Nishi-Kamata (西蒲田, „West-Kamata“), das weiter westlich von der Ikegami-Linie begrenzt wird, sowie südlich der Kampachi-dōri der Stadtteil Kamata-Honchō (蒲田本町, „Kamata-Mitte“). Bei der umgangssprachlichen Bezeichnung Kamata, werden diese üblicherweise mitgezählt.
Durchflossen wird Kamata vom Nomigawa (呑川, auch Nomikawa). Östlich der Keikyū-Hauptstrecke schließt sich nördlich des Nomigawa Higashi-Kamata (東蒲田, „Ost-Kamata“) und südlich des Flusses Minami-Kamata (南蒲田, „Süd-Kamata“) an.
Der Stadtteil Kamata ist Sitz des Rathauses von Ōta. In Nishi-Kamata befindet sich der Kamata-Campus der Technischen Hochschule Tokio.

## Geschichte
In der Edo-Zeit fanden sich auf dem Gebiet von Kamata viele japanische Pflaumenbäume (Ume), die auch in Werken des Künstlers Utagawa Hiroshige verewigt wurden. Aus diesem Grund nannte man Kamata auch Kamata Umeyashiki („Ume-Garten Kamata“) und so heißt auch heute noch ein Bahnhof Umeyashiki. Die Ume ist zudem das Symbol von Ōta.
Am 1. Mai 1889 wurde bei der Reorganisation des japanischen Gemeindewesens nach westlichem Vorbild Kamata zur Dorfgemeinde (蒲田村, Kamata-mura) ernannt. Zum 10. Oktober 1922 erfolgte die Aufstufung zur Stadtgemeinde (蒲田町, Kamata-machi). Zum 1. Oktober 1932 wurde Kamata als auch Haneda, Yaguchi und Rokugō in die Stadt Tokio eingemeindet und aus diesen der Stadtbezirk Kamata (蒲田区) gebildet. Dieser wurde zum 15. März 1947 mit Ōmori (大森区, -ku) zu Ōta (大田区) zusammengelegt, dessen Name sich aus beiden Vorläuferbezirken ableitet.
In der Meiji-Zeit wurde in der Gemeinde ein Filmstudio gebaut. Deshalb wurde Kamata auch die „Stadt des Filmes“ genannt.
Heute ist die Bahnhofsmelodie vom JR Kamata Bahnhof der „Kamata-Marsch“ („Kamata-Marsch“ ist ein Lied des ehemaligen Filmstudios).　Heute ist das Filmstudio ein Konzertsaal.
Am Ende des Zweiten Weltkrieges war Kamata vollkommen zerstört worden (15. März 1945) und wurde wiederaufgebaut.
2012 wurde das NHK-Dorama Umechan-Sense (Lehrerin Ume-chan) in Kamata gedreht.

## Besonderheiten
Kamata ist bekannt für seine „schwarzen, heißen Quellen“ (黒湯, kuroyu), da deren Wasser durch Schichten pflanzlicher Fossilien dringt und dadurch eine schwarze Farbe besitzt. Dieses Wasser wird von den örtlichen Badehäusern (Sento) und einigen Hotels für ihre Bäder bezogen.
Kulinarische Spezialität von Kamata sind die speziellen „geflügelten“ chinesischen Teigtaschen (jap. Gyōza), die sich in den vielen chinesische Restaurants in Kamata finden.